# كأس إيطاليا 2023–24
كأس إيطاليا 2023–24 (بالإيطالية: Coppa Italia 2023–24)‏ (المعروفة باسم كأس إيطاليا فريتشاروسا لأسباب الرعاية)، كانت النسخة السابعة والسبعين من البطولة المحلية الوطنية. كان هناك 44 فريقًا مشاركًا. 
كان إنتر ميلان هو حامل لقب الكأس مرتين على التوالي، لكنه خرج على يد بولونيا في دور الستة عشر.
وسع يوفنتوس رقمه القياسي إلى لقبه الخامس عشر في الكأس بعد فوزه على أتالانتا 1-0 في النهائي . 